# Лука-пресвітер
Лука-пресвітер (нар. 1445— пом. 1490) — перший з документально зафіксованих єпархів (управителів) Мукачівської єпархії 1445—1490 р.

## Передісторія
14 серпня 1458 року угорський король Матяш Гуняді визнає Луку настоятелем «монастирської плебанії» на Чернечій горі «з його звичною юрисдикцією», про якого інші документи згадують і раніше. Це була перша історична згадка про настоятеля Мукачівського монастиря під титулом «presbyter Ruthenus». І хоч у грамоті не йдеться про єпископа чи єпископство, дослідник А.Годинка припускає заснування його десь між 1439 і 1445 рр., тобто в роки правління спільного для Угорщини і Польщі короля Владислава І (1440—1444), бо ці роки повністю збігаються із тими, про які говоритиме у своїй інформації до Риму 1665 р. холмський єпископ Яків Суша.
Звідси митрополит Ісидор, як папський легат, міг заснувати Мукачівське єпископство, для затвердження якого потрібно було мати згоду королівської влади. Можливо тому Луку не згадано як єпископа в офіційних документах, оскільки ще не закінчився процес визнання єпископства цивільною державною владою. Якщо наші припущення вірні, то підпорядковані плебану Луці вірники в часи унійної діяльності Ісидора мали вважатися «з'єднаними» (graeci ritus uniti). До того ж слід пам'ятати, що в той час найближчим до Мукачева слов'янським єпископством було Перемишльське, яке так само під впливом Ісидора могло вже тоді перебувати короткий час в «унії» з Римським престолом.
Втім незважаючи на те, під якими б титулами не згадувався у двох грамотах від 1458 та 1488 рр. Лука (пресвітер, плебан, кандидат на єпископа, монах-василіянин, ігумен монастиря на Чернечій горі), все одно найдавніша переконлива згадка про єпископа східної традиції у Мукачеві походить від 31 липня 1491 р.

## Історичні згадки (єпископ Іоан)
Мова йде про єпископа Івана, про канонічно-юридичні повноваження якого до сьогодні відомо із п'яти грамот. З них стає зрозумілим, що Іоанн «за давнім звичаєм» є єпископом всіх руських священиків, які перебувають під юрисдикцією церкви св. Миколая в місті Мукачеві. Дискусії про «перше заснування», а тим більше «канонічне» існування Мукачівської єпархії в часи єпископа Івана є безпідставними, оскільки початки цієї примордіалізованої церковної провінції за влучним висловом О.Петрова — «ignoramus et ignorabimus». Спроби єпископа Івана поширити свою юрисдикцію на канонічну територію Грушівського монастиря, патріарший статус якого угорський король Владислав ІІ визнав 1494 р., хоч успіху і не принесли, проте з грамоти від 1498 р. стає зрозумілим, що схизматичний монастир підпорядкував себе під архієрейську юрисдикцію Дюлофегерварського (Альбаюльського) архієпископа в Трансільванії.

### Дослідження підпорядкованості єпархії
Натомість абсолютно не зрозумілим залишається питання, кому із сусідніх митрополитів підлягали Мукачівські єпископи. Дослідник Петров, наприклад, припускав, що услід за «завоюванням» настоятелями Чернечої гори території Грушівського монастиря його настоятелі підпорядковувалися архієпископам Трансільванії або Валахії, принаймні до XVII ст. Поза цим, дослідник Міхал Лацко стверджує, що до цього часу мукачівські єпархи більше залежали від Київських митрополитів, і лише від початку XVII ст. й до Ужгородської унії єпископи Мукачева висвячувалися у Молдавських митрополитів.
В дійсності єпископ Іван не отримав ні єпископського призначення, ані єпископства, а тільки повноваження для практикування свого юрисдикційного права, щоб міг діяти як єпископ разом з тими священиками, які належали до юрисдикції Мукачівської монастирської церкви. В Угорщині у XIII—XV ст. траплялися монастирі східного обряду, настоятелі яких опікувалися церковним життям православних громад з близьких та більш віддалених околиць. Так, зокрема було в Трансільванії та на Закарпатті. Та навіть, якщо там і не існувало ієрархії в повному канонічному сенсі, деякі настоятелі монастирів все ж отримували єпископські свячення. Монастир св. Миколая на Чернечій горі біля Мукачева став у XV ст. резиденцією єпископів, які здійснювали пастирський нагляд за східними християнами різних етнічних груп Верхньої Угорщини, хоча ми й не маємо даних про формальне заснування місцевої єпархії.
1491 р. король Володислав ІІ «за старинним звичаєм» затвердив Мукачівським єпископом Івана. Той не визнав патріарші права Грушівського монастиря (Ставропигійський монастир св. Михаїла у Грушеві, нині Тячівського району на Мараморощині), старався підпорядкувати собі теж і всі марамороські парафії, як це було давніше. Тодішній грушівський архімандрит Іларій, щоб забезпечити за собою права патріаршого екзарха, звернувся до самого короля. Король Владислав ІІ, у 1494 р. затвердив надані Іларієві права патріярхом, однак з тією умовою, що як Іларій, так і його наступники, «зобов'язані виявляти Мукачівському єпископові належну підлеглість і слухняність». Тут історик Лучкай зауважує: «Із цієї грамоти видно, що король Володислав таки підпорядкував Мараморош Мукачівському єпископу».
Після того як єп. Іван, не звертаючи уваги на королем затверджені патріарші привілеї Грушівського монастиря, намагався й далі відбирати єпископські данини (т. зв. катедратик) теж від парафій, підлеглих архимандриту Іларію як екзарху, то Іларій 1498, знову звернувся до короля про допомогу. Цього разу, король Володислав ІІ рішив особисто розглянути суперечку між архимандритом Іларієм і єпископом Іваном. Чим закінчилася ця справа, через брак відповідних документів нам невідомо. Однак, врешті-решт, Мукачівський єпископ таки добився свого. 1551 р. король Фердинанд І признав його владу над цілим Марамороським комітатом і тим самим і над Грушевським монастирем.
Однак, правовий статус мукачівських єпископів, які від 1551 р. поширювали свою канонічну юрисдикцію і на територію Грушівської монастирської церкви — Мараморош, залишався й надалі непевним, як невизначеним було соціальне й культурне становище парафій та священиків, які їм підлягали. Та попри це, коли згадується про єпископа Владислава (Ladislaus) під 1568 та 1569 рр. вперше в грамотах цивільної влади (жупана комітату Унг Франциска Другета Гуменського та імператора Максиміліана ІІ) йдеться про Мукачівську єпархію. У всякому разі наприкінці XVI ст. Мукачівський єпископ уже мав загальну юрисдикцію над усіма східними християнами, які проживали в Угорщині. Це підтверджує і лист мукачівського єпископа, етнічного румуна Сергія, від 24 листопада 1604 р., в якому він пише, що в Мукачівській єпархії є священики і монахи русини, валахи, словаки і серби.
За недостатніми джерелами до 1561 р. право єпископського призначення, за винятком єдиного випадку у 1458 р., походило від королівської влади. Від 1561 р. королівське призначення слідувало після виборів єпископа з числа духовенства, якого висвячував найближчий митрополит. Хоч Мукачівська єпархія від своїх недосліджених початків духовно була з'єднана з Київською митрополією, проте її першоієрархи не згадуються серед тих, хто висвячував мукачівських владик, якщо взагалі їх хтось висвячував до кінця XVI ст. Частіше практикувалися вибори нового єпископа шляхом заповіту попереднього, претендента на посаду якого і затверджував король.

### Згадка про єпископів Василя та Іларіона
19 лютого 1556 р. граф Юрій Баторі, власник Бичківської домінії, до якої у той час належало теж і Грушево, видав декрет, яким Святомихайлівський монастир у Грушеві втратив свої патріарші привілеї ставропігії і був уповні підпорядкований Мукачівському єп. Василієві.
Першим висвяченим мукачівським єпископом молдавським митрополитом у Яссах згадується Василь ІІІ (арданівський) у 1597 р., той самий єпископ, який був поінформований про події в Бересті 1596 р. Пізніше (1665 р.) холмський єпископ Яків Суша хоч і писатиме, «що мукачівські єпископи знаходились у постійному зв'язку з Київським митрополитом», проте визнає, «що мукачівський єпископ, який мешкав у чужій країні і працював між неосвіченим народом, залишався і надалі нез'єднаним, тоді як митрополит у той час зі своїми єпископами прийняв унію». Ці зв'язки мали продовжуватися і після 1596 р., але якою була їхня природа нам невідомо. Найчастіше мукачівські владики до Ужгородської унії отримували висвячення (хіротонію) від молдавських митрополитів у Яссах або від Дюлофегерварського (Альбаюльського) митрополита в Румунії. Водночас мали місце і спроби польських, передусім перемишльських унійних єпископів. Частіше мова йде про діяльність Атанасія Крупецького 1613—1614 рр. у монастирі Красний Брід, якого деякі автори згадують 1610 чи 1616 р. під титулом «Мукачівський і Мараморошський єпископ в Угорщині».
Приблизно у тому часі був знищений Мукачівський монастир, тож граф Баторі, передав тогочасному Мукачівському єп. Іларіонові на перебування Грушевський монастир з усіма його посілостями. Таким чином Грушевський монастир перебував під володінням Мукачівських єпископів аж до повного його знищення під час повстання Текелі, близько 1680 р.

### Єпископи Петроній,Григорович,Тарасович
У 1623 р., після 23 років вигнання, в Мукачеві з'являється єпископ Петроній, якого трансильванський князь Габор Бетлен призначив «єпископом Березького, Ужанського, Саболчського, Земплинського, Мараморошського і Шаришського комітатів об'єднаних грецьких церков» (ecclesiae unionis greacae = церков грецької унії). Грамота Г.Бетлена від 10 лютого є першим документом в історії Мукачівської єпархії, в якому перераховано територію по комітатам, що належить юрисдикції мукачівського єпископа. Юрисдикція його наступника — Івана Грегоровича (Joannem Gregory, 1627—1633) поширювалася на ті самі комітати.
Новий владика (перший з числа мукачівських єпископів, який володів латинською мовою) був тісно пов'язаний з київським греко-католицьким митрополитом Велямином Рутським, з яким особисто познайомився під час повернення із Ясс, де він отримав хіротонію, на початку лютого 1628 р., про що Рутський писав у своєму звіті до Риму 28 червня того ж року. Наголошуючи, що «Він теж з нами, хоч ще не цілком досконало», Київський греко-католицький митрополит не піддає сумніву канонічність висвячення «мукачівського єпископа грецького обряду з Мадярщини» у митрополита Валахії та Молдавії. Отже, припущення оо. Олександра Барана, що «закарпатські єпископи, хоч і мусіли висвячуватися у сучавського митрополита, не прийняли його юрисдикції, а залишалися у тайній злуці з Київською митрополією», не виглядають переконливими. Наступник Грегоровича Мукачівський єпископ Василь Тарасович, хоч і народився в Галичині, проте висвячення 6 грудня 1633 р. так само як і всі його попередники починаючи від 1597 р. отримав від Молдавського митрополита в Яссах.